# María Ángeles Rivas Ureña
María Ángeles Rivas Ureña   (Targuist, 1935 - Barcelona, 1994), també coneguda com a Maria Àngels Rivas Ureña, fou una activista social espanyola.

## Biografia
Va néixer en una família nombrosa, als cinc anys ja venia als mercats, però va estudiar d'amagat del seu pare. Amb la complicitat de la mare, de jove va marxar a Melilla i va obtenir matrícula d'honor al primer curs dels estudis de comerç. Es va casar als 22 anys i va viure a Casablanca, on va néixer la seva filla, i a Suïssa, on es va quedar embarassada del segon fill. Després de tornar a Casablanca es va separar i l'any 1968 va emigrar a Barcelona. Va viure en pensions amb dret a cuina fins que es va instal·lar a Nou Barris, on va centrar la seva activitat veïnal, especialment al barri de Canyelles (Nou Barris).
La construcció d'habitatges i d'un barri dignes per a la gent treballadora van ser els eixos principals de la seva acció comunitària. Va encapçalar moltes mobilitzacions per millorar aquests barris, des de la lluita contra les expropiacions a la Guineueta Vella i el traçat del segon cinturó de ronda fins a la consecució d'habitatges nous a Canyelles. El seguiment i el control de qualitat de les obres es va organitzar des de l'experiència femenina i es va aconseguir modificar els plànols perquè els safareigs s'ubiquessin a la galeria i no a la cuina.
El control popular dels afers públics va ser la seva guia. Va posar en joc la convicció que tot el que és personal és polític i va contribuir al fet que les responsabilitats assumides històricament per les dones transformessin els espais públics i que aquests parlessin en femení. L'any 1971 va ser detinguda en una manifestació i el 1975 en una assemblea, suspesa per la policia, a Nou Barris, on es debatia sobre el control dels preus dels aliments. El 1976 va participar en les primeres Jornades Catalanes de la Dona.
Va treballar en feines molt diferents: amb infants, de dependenta, etcètera, també fora de Catalunya. La seva vida mai no va ser fàcil. Poc abans de morir, el 1996, liderava unes protestes per tal de reobrir un menjador benèfic al qual ella també anava. L'Associació de Veïns i veïnes de Canyelles va vetllar el cos de la seva primera presidenta. L'any 2004 el districte barceloní de les Corts va inaugurar la convocatòria del Premi per la Igualtat de les Corts: M. Àngels Rivas Ureña, amb l'objectiu de promoure propostes culturals de joves creadores. L'Ajuntament de Barcelona li va dedicar un carrer el 2010.
El març de 2023, va ser una de les personalitats homenatjades per l'Ajuntament de Barcelona en la campanya Ciutat de Dones. En aquesta línia, el 2024 va passar a donar nom a la Biblioteca Canyelles.